# Prix Niel
Pour les articles homonymes, voir Niel.
Groupe 2
Le Prix Niel est une course hippique de plat se déroulant au mois de septembre sur l'hippodrome de Longchamp.

## Histoire
Le Prix Niel est une course de Groupe II réservée aux chevaux de 3 ans. Il se court sur la distance de 2 400 mètres, sur la grande piste de Longchamp. L'édition 2008 est dotée d'une allocation de 130 000 €.
À l'origine, cette course portait le nom de Prix de Chantilly, mais elle a été rebaptisée en 1972 pour rendre hommage au comte Gaston Niel. Elle sert de course préparatoire au Prix de l'Arc de Triomphe et se déroule le même jour que le Prix Vermeille et le Prix Foy.
Le record de l'épreuve est détenu par Soldier of Fortune depuis 2007, avec un temps de  2'25"60.

## Palmarès depuis 1987
| Année | Vainqueur          | Pays            | Père             | Jockey               | Entraîneur           | Propriétaire                 | Deuxième           | Troisième        | Temps           |
| ----- | ------------------ | --------------- | ---------------- | -------------------- | -------------------- | ---------------------------- | ------------------ | ---------------- | --------------- |
| 2024  | Sosie              | France          | Sea The Stars    | Maxime Guyon         | André Fabre          | Wertheimer & Frère           | Delius             | Look de Vega     | 2'34"33         |
| 2023  | Fantastic Moon     | Allemagne       | Sea The Moon     | Rene Piechulek       | Sarah Steinberg      | Liberty Racing 2021          | Feed The Flame     | Bravais          | 2'33"20         |
| 2022  | Simca Mille        | France          | Tamayuz          | Gregory Benoist      | Stéphane Wattel      | Haras de la Perelle          | Lassaut            | True Testament   | 2'32"81         |
| 2021  | Bubble Gift        | France          | Nathaniel        | Gérald Mossé         | Mikel Delzangles     | Zak Bloodstock               | Baby Rider         | Timour           | 2'34"63         |
| 2020  | Édition annulée    | Édition annulée | Édition annulée  | Édition annulée      | Édition annulée      | Édition annulée              | Édition annulée    | Édition annulée  | Édition annulée |
| 2019  | Sottsass           | France          | Siyouni          | Cristian Demuro      | Jean-Claude Rouget   | White Birch Farm             | Mutamakina         | Mohawk           | 2'27"46         |
| 2018  | Brundtland         | Royaume-Uni     | Dubawi           | James Doyle          | Charlie Appleby      | Écurie Godolphin             | Hunting Horn       | Neufbosc         | 2'31"55         |
| 2017  | Cracksman          | Royaume-Uni     | Frankel          | Lanfranco Dettori    | John Gosden          | Anthony Oppenheimer          | Avilius            | Finche           | 2'37"78         |
| 2016  | Makahiki           | Japon           | Deep Impact      | Christophe Lemaire   | Yasuo Tomomichi      | Kaneko Makoto Holdings Co.   | Midterm            | Doha Dream       | 2'35"84         |
| 2015  | New Bay            | France          | Dubawi           | Vincent Cheminaud    | André Fabre          | Khalid Abdullah              | Silverwave         | Migwar           | 2'35"10         |
| 2014  | Ectot              | France          | Hurricane Run    | Grégory Benoist      | Élie Lellouche       | Al Shaqab Racing             | Teletext           | Adelaide         | 2'26"36         |
| 2013  | Kizuna             | Japon           | Deep Impact      | Yutaka Take          | Shozo Sasaki         | Shinji Maeda                 | Ruler of the World | Ocovango         | 2'37"64         |
| 2012  | Saônois            | France          | Chichicastenango | Antoine Hamelin      | Jean-Pierre Gauvin   | Pascal Treyve                | Bayrir             | Last Train       | 2'35"31         |
| 2011  | Reliable Man       | France          | Dalakhani        | Gérald Mossé         | Alain de Royer-Dupré | Pride Racing Club            | Méandre            | Vadamar          | 2'32"43         |
| 2010  | Behkabad           | France          | Cape Cross       | Christophe Lemaire   | Alain de Royer-Dupré | S.A. Aga Khan                | Planteur           | Kidnapping       | 2'30"80         |
| 2009  | Cavalryman         | France          | Halling          | Lanfranco Dettori    | André Fabre          | Écurie Godolphin             | Beheshtam          | Aizavoski        | 2'30"10         |
| 2008  | Vision d'État      | France          | Chichicastenango | Ioritz Mendizabal    | Éric Libaud          | Jacques Detré                | Ideal World        | Centennial       | 2'27"40         |
| 2007  | Soldier of Fortune | Irlande         | Galileo          | Johnny Murtagh       | Aidan O'Brien        | S.Magnier, D.Smith & M.Tabor | Sagara             | Zambezi Sun      | 2'25"60         |
| 2006  | Rail Link          | France          | Dansili          | Christophe Soumillon | André Fabre          | Khalid Abdullah              | Youmzain           | Sudan            | 2'36"10         |
| 2005  | Hurricane Run      | France          | Montjeu          | Kieren Fallon        | André Fabre          | Michael Tabor                | Runaway            | Perfect Hedge    | 2'30"70         |
| 2004  | Valixir            | France          | Linamix          | Éric Legrix          | André Fabre          | Famille Lagardère            | Prospect Park      | Bago             | 2'29"40         |
| 2003  | Dalakhani          | France          | Darshaan         | Christophe Soumillon | Alain de Royer-Dupré | S.A. Aga Khan                | Doyen              | Kris Kin         | 2'27"60         |
| 2002  | Sulamani           | France          | Hernando         | Thierry Thulliez     | Pascal Bary          | Famille Niarchos             | Gulf News          | Morozov          | 3'12"80         |
| 2001  | Golan              | Royaume-Uni     | Spectrum         | Kieren Fallon        | Sir Michael Stoute   | Lord Weinstock               | Anabaa Blue        | Chichicastenango | 2'27"00         |
| 2000  | Sinndar            | Irlande         | Grand Lodge      | Johnny Murtagh       | John Oxx             | S.A. Aga Khan                | Crimson Quest      | Sobieski         | 2'26"40         |
| 1999  | Montjeu            | France          | Sadler's Wells   | Michael Kinane       | John Hammond         | Michael Tabor                | Bienamado          | First Magnitude  | 2'32"80         |
| 1998  | Sagamix            | France          | Linamix          | Olivier Peslier      | André Fabre          | Jean-Luc Lagardère           | Croco Rouge        | Dream Well       | 2'41"30         |
| 1997  | Rajpoute           | France          | Double Bed       | Gérald Mossé         | François Doumen      | John D. Martin               | Peintre Célèbre    | Ivan Luis        | 2'30"90         |
| 1996  | Helissio           | France          | Fairy King       | Olivier Peslier      | Elie Lellouche       | Enrique Sarasola             | Darazari           | Radevore         | 2'30"40         |
| 1995  | Housamix           | France          | Linamix          | Olivier Peslier      | André Fabre          | Jean-Luc Lagardère           | Poliglote          | Winged Love      | 2'26"10         |
| 1994  | Carnegie           | France          | Sadler's Wells   | Thierry Jarnet       | André Fabre          | Cheikh Al Maktoum            | Northern Spur      | Sunshack         | 2'34"90         |
| 1993  | Hernando           | France          | Niniski          | Cash Asmussen        | François Boutin      | Stavros Niarchos             | Dernier Empereur   | Dancienne        | 2'36"70         |
| 1992  | Songlines          | France          | High Top         | Olivier Benoist      | Edouard Bartholomew  | Sir Robin McAlpine           | Petit Loup         | Apple Tree       | 2'32"80         |
| 1991  | Subotica           | France          | Pampabird        | Thierry Jarnet       | André Fabre          | Olivier Lecerf               | Pistolet Bleu      | Arcangues        | 2'28"50         |
| 1990  | Épervier Bleu      | France          | Saint-Cyrien     | Dominique Bœuf       | Elie Lellouche       | Daniel Wildenstein           | Antisaar           | Passing Sale     | 2'32"00         |
| 1989  | Golden Pheasant    | France          | Caro             | Tony Cruz            | Jonathan Pease       | Bruce McNall                 | French Glory       | Nashwan          | 2'32"50         |
| 1988  | Fijar Tango        | France          | In Fijar         | Tony Cruz            | Georges Mikhalidès   | Mahmoud Fustok               | Kahyasi            | Sarhoob          | 2'34"60         |
| 1987  | Trempolino         | France          | Sharpen Up       | Pat Eddery           | André Fabre          | Paul de Moussac              | Video Rock         | Saint Andrews    | 2'29"40         |